# (73027) 2002 EZ77
(73027) 2002 EZ77 – planetoida z pasa głównego asteroid okrążająca Słońce w ciągu 3,8 lat w średniej odległości 2,43 j.a. Odkryta 11 marca 2002 roku.